# Bulbul cellablanc
El bulbul cellablanc (Pycnonotus luteolus) és una espècie d'ocell de la família dels picnonòtids (Pycnonotidae). Es troba a l'Índia i Sri Lanka. Els seus hàbitats principals són els boscos tropicals i subtropicals de frondoses secs, els matollars secs tropicals i subtropicals, les terres llaurades, les plantacions, els jardins rurals i les àrees forestals fortament degradades. El seu estat de conservació es considera de risc mínim.